# 维克托·哈塞尔布拉德
维克托·哈塞尔布拉德（1906年3月8日—1978年8月5日），瑞典发明家、摄影师、鸟类学家，哈苏公司（Victor Hasselblad AB）创始人，老哈苏公司（Fritz W. Hasselblad & Co）创始人弗里茨·哈塞尔布拉德之孙，因发明哈苏6x6厘米中画幅相机而闻名。